# Artaj
Artaj (en valenciano, Artaix) es una pedanía del municipio español de Andilla (en la comarca de los Serranos). 
Situada en una hondonada, en el paraje conocido como El Estrecho de la rambla de Andilla o de Artaj y rodeada de las montañas de la Sierra de Andilla, se llega después de desviarse de la carretera CV-341 que viene del Villar pasando por la aldea y llegando, después de seis kilómetros y medio, a la villa.  
Fue fundada como colonia en 1962. 
Los nuevos colonos, sobre todo cazadores y terratenientes fueron comprando los terrenos y construyendo las casas hasta conformar el actual núcleo. Cuenta con diversos servicios, como una piscina pública, consultorio médico, lavadero, fuente, frontón, una ermita, etc. 
En verano llega a tener cerca de 700 habitantes. El 15 de agosto son las fiestas en honor a la Virgen del Carmen y uno de los actos más importantes es la carrera popular hasta la villa.